# المسرابة (بكيل المير)

تعديل مصدري - تعديل

المسرابة هي إحدى قرى عزلة فاس بمديرية بكيل المير التابعة لمحافظة حجة، بلغ تعداد سكانها 81 نسمة حسب تعداد اليمن لعام 2004.